# Marian Kozielewski

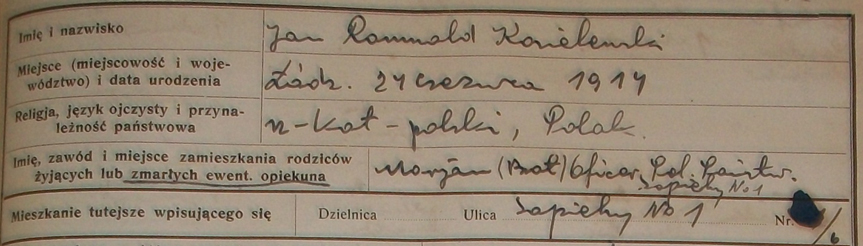
Własnoręcznie wypełniony przez Jana Kozielewskiego formularz z datą urodzenia oraz imieniem brata Mariana Kozielewskiego z archiwum we Lwowie

Marian Stefan Kozielewski, ps. „Bratkowski”, „Ciszewski”, „Leon”, „Pilecki”, „Skiba” (ur. 6 września 1897 w Łodzi, zm. 8 lipca 1964 w Waszyngtonie) – polski oficer, policjant i działacz niepodległościowy.
Żołnierz Legionów Polskich, członek Polskiej Organizacji Wojskowej, podporucznik rezerwy piechoty Wojska Polskiego, kawaler Orderu Virtuti Militari, czterokrotnie odznaczony Krzyżem Walecznych, podinspektor Policji Państwowej w II Rzeczypospolitej. Weteran I wojny światowej, wojny polsko-bolszewickiej, kampanii wrześniowej, w tym obrony Warszawy, oraz powstania warszawskiego, w 1940 więzień KL Auschwitz.
W latach 1919–1926 organizator struktur i jednostek Policji Państwowej m.in. w Kozienicach, Włoszczowie, Opatowie i Będzinie, komendant powiatowy P.P. w Nowogródku i Będzinie, komendant wojewódzki P.P. we Lwowie, a w latach 1934–1939 Komendant Policji Państwowej miasta stołecznego Warszawy. Następnie inspektor i komendant warszawskiej Policji Polskiej Generalnego Gubernatorstwa oraz komendant, w randze podpułkownika, Państwowego Korpusu Bezpieczeństwa w strukturach Polskiego Państwa Podziemnego. Patron warszawskiej policji.
W 1939 współautor pierwszego raportu swojego brata Jana Karskiego, poświęconego nastrojom oraz losom ludności żydowskiej na terenach Polski okupowanych przez III Rzeszę oraz ZSRR.

## Życiorys

### Młodość i wykształcenie
Był najstarszym z ośmiorga dzieci Stefana Kozielewskiego i Walentyny Burawskiej. Miał sześciu braci, Edmunda, Józefa, Cypriana, Stefana, Bogusława i Jana oraz siostrę Laurę. Edmund i Józef, służyli w Policji Państwowej, Stefan junior był żołnierzem Marynarki Wojennej, zaś siostra Laura juzistką i szyfrantką. Najmłodszym bratem był Jan Kozielewski znany jako Jan Karski. Wychował się w środowisku wielokulturowej Łodzi, w katolickiej rodzinie kultywującej Józefa Piłsudskiego. Rodzina Kozielewskich mieszkała przy ulicy Kilińskiego 71, w kamienicy czynszowej, w której większość lokatorów była pochodzenia żydowskiego.
Jego pradziadowie ze strony matki byli żołnierzami Napoleona, a dziadkowie i wujowie walczyli w powstaniach narodowych – listopadowym i styczniowym.

### I wojna światowa
Po wybuchu I wojny światowej w tajemnicy przed matką, w wieku niespełna 17 lat wstąpił we wrześniu 1914 do Legionów Polskich. Brał udział w ciężkich bojach, m.in. pod Łowczówkiem, nad Nidą, pod Konarami i Jastkowem.
W sierpniu 1915 raniony i hospitalizowany w Niemczech, nie otrzymał zgody na powrót do jednostki. W marcu 1916 podjął pracę w kopalni węgla w Saksonii. Po powrocie do kraju, w grudniu 1916 podjął ponownie służbę w Legionach. Po tzw. kryzysie przysięgowym w lipcu 1917 osadzony w obozie internowania w Szczypiornie, a następnie w Łomży. W marcu 1918 zwolniony do domu z powodu choroby. Po zwolnieniu z obozu internowania wstąpił do Polskiej Organizacji Wojskowej, gdzie pełnił kolejno funkcje dowódcy sekcji, plutonu i kompanii oraz komendanta lokalnej organizacji POW w Rogowie (pow. brzeziński). Brał udział w akcjach zbrojnych przeciwko Niemcom. Kierował m.in. akcją wysadzenia linii kolejowej na trasie Płyćwia – Rogów – Koluszki. W listopadzie 1918 uczestniczył w akcji rozbrajania żołnierzy niemieckich w Łodzi i Rogowie. 11 listopada 1918 brał udział w walkach, które umożliwiły opanowanie dworca kolejowego Łódź-Fabryczna.
W grudniu 1918 wstąpił do Wojska Polskiego i służył w 28 pułku piechoty „Dzieci Łódzkich”.

### Wojna polsko-bolszewicka i służba w II RP
Został zwolniony ze służby wojskowej w lutym 1919. W lipcu 1919 wstąpił do Policji Państwowej. W okresie od sierpnia do grudnia 1920, w trakcie wojny z bolszewikami, dowodził kompanią 213 Ochotniczego pułku piechoty, złożonego z funkcjonariuszy Policji Państwowej. Pomiędzy styczniem i marcem 1923 dowodził zaś kompanią przy obsadzaniu granic na Wileńszczyźnie.
W Wojsku Polskim został mianowany podporucznikiem ze starszeństwem z dniem 1 września 1930 roku w korpusie oficerów rezerwy piechoty. W 1934 pozostawał w ewidencji Powiatowej Komendy Uzupełnień Lwów Miasto. Posiadał przydział do Oficerskiej Kadry Okręgowej Nr VI. Był wówczas w grupie „pełniących służbę w Policji Państwowej w stopniach oficerów PP”.
Pełnił stanowisko komendanta powiatowego PP w Nowogródku i w Będzinie. Od 15 września 1931 do 8 października 1934 sprawował stanowisko komendanta wojewódzkiego PP we Lwowie. Od 8 października 1934 w stopniu podinspektora sprawował stanowisko komendanta PP Miasta Stołecznego Warszawy, które piastował później w stopniu inspektora do 27 września 1939.
Do swoich sukcesów mógł zaliczyć między innymi aresztowanie zabójców Tadeusza Hołówki oraz ministra spraw wewnętrznych Bronisława Pierackiego. Nadzorował także śledztwo w głośnej wówczas sprawie Gorgonowej i przyczynił się do schwytania „króla kasiarzy” Stanisława Cichockiego, znanego jako Szpicbródka.

### II wojna światowa
W czasie kampanii wrześniowej, przeciwstawiając się rozkazowi Naczelnego Wodza, nie podjął decyzji o ewakuacji warszawskiego garnizonu policji na wschód. Na mocy aktu kapitulacji Warszawy i zgodnie z zaleceniem prezydenta Warszawy Stefana Starzyńskiego, wraz ze swymi podwładnymi pozostał na służbie. Tym samym, w grudniu 1939 został, w stopniu inspektora (Oberstleutnanta), pierwszym komendantem Policji Polskiej Generalnego Gubernatorstwa (tzw. granatowej policji) na miasto Warszawę. Jednocześnie jednak, już w październiku 1939 r., za pośrednictwem byłego komendanta głównego Policji Państwowej Mariana Borzęckiego, podporządkował się Centralnemu Komitetowi Organizacji Niepodległościowych, który uważał za przedstawicielstwo Rządu RP na Uchodźstwie. Nigdy nie złożył przysięgi na wierność III Rzeszy. Od samego początku widział w Policji Polskiej narzędzie sabotażu i dywersji przeciw zarządzeniom władz okupacyjnych skierowanych przeciwko ludności cywilnej. Deklarację swej lojalności powtórzył za pośrednictwem brata, Jana Karskiego, przesyłając w trakcie jego pierwszej misji do Francji, w styczniu 1940, listę policjantów „godnych zaufania” w celu nawiązania z nimi współpracy konspiracyjnej. Od wiosny 1940 był zaangażowany w tworzenie struktur Polskiego Państwa Podziemnego w Policji Polskiej.
Ppłk Marian Kozielewski był również współautorem pierwszego raportu Jana Karskiego, który zredagował wspólnie z bratem już w końcu 1939 roku w Warszawie. Raport ten zatytułowany „Zagadnienie żydowskie w Polsce pod okupacjami” poświęcony był nastrojom oraz losom ludności żydowskiej na terenach Polski okupowanych przez III Rzeszę oraz ZSRR. Fakt ten we wstępie pt. „Dane osobiste sprawozdawcy” odnotowuje raport Karskiego, gdzie Marian Kozielewski występuje pod pseudonimem „Konrad”. Pierwszy raport, który powstał już w końcu grudnia 1939 roku z polecenia kierownictwa Polskiego Państwa Podziemnego i za pośrednictwem chargé d’affaires Dawidowicza w pierwszych dniach stycznia 1940 roku, otrzymał Rząd RP na uchodźstwie rezydujący wówczas we francuskim mieście Angers
7 maja 1940 w ramach prowadzonej przez Niemców akcji AB, wraz z 69 podległymi sobie oficerami policji dystryktu warszawskiego został aresztowany przez Gestapo i osadzony na Pawiaku (stanowisko komendanta warszawskiego objął Aleksander Reszczyński). 14 sierpnia został wywieziony wraz z transportem 1666 współwięźniów i ofiar łapanek ulicznych do niemieckiego obozu koncentracyjnego Auschwitz. Otrzymał numer obozowy 6535. Dzięki staraniom żony w maju 1941, z powodu bardzo złego stanu zdrowia, został zwolniony z obozu, z zastrzeżeniem obowiązku meldowania się na Gestapo. Następnie powrócił do Warszawy i zajął się działalnością konspiracyjną.
Był organizatorem i od maja 1941 r. pierwszym Inspektorem Głównym Państwowego Korpusu Bezpieczeństwa i Straży Samorządowych, formacji policyjnych podległych Delegaturze Rządu na Kraj, w randze podpułkownika. Państwowy Korpus Bezpieczeństwa stanowił zalążek policji, który miał się ujawnić po wojnie i objąć władzę. Funkcję tę pełnił aż do swojej rezygnacji w listopadzie 1943. Obowiązki przekazał w grudniu 1943 przedstawicielowi Stronnictwa Ludowego majorowi Stanisławowi Tabiszowi ps. „Panzer”, „Piotrowski”.
Notatka personalna Armii Krajowej na jego temat sygn. AAN, AK, 203-III-124, Notatka Ppłk. Kozielewski Marian, b.d., k. 113, mówiła: Ppłk. Kozielewski Marian, człowiek w gruncie rzeczy prawy, lecz ponad miarę zmanierowany, odznaczał się niepohamowanym parciem zrobienia karjery, co łącznie z brakiem wyrozumiałości dla podkomendnych wytworzyło wokół niego nieprzyjemną atmosferę, choć w istocie rzeczy zasługiwał i jako człowiek i jako Polak na lepszą opinję.
Jesienią 1942 Marian Kozielewski współorganizował operację wejścia swego brata w przebraniu ukraińskiego strażnika pomocniczej formacji SS do żydowskiego obozu tranzytowego w Izbicy.
Do powstania warszawskiego pozostając bez przydziału zgłosił się jako ochotnik. Jego losy w powstaniu nie są w pełni znane. Niektóre źródła mówią, że służył jako sanitariusz, choć brak informacji o konkretnym oddziale. Wiadomo, że uczestniczył w jednym z ataków na PAST-ę, gdzie został dwukrotnie trafiony przez niemieckiego snajpera, wynosząc z ognia rannego kilkunastoletniego powstańca. Ocalał, przeżywając m.in. ostrzał artyleryjski szpitala powstańczego, gdzie trafił ranny. Odnalazła go żona Jadwiga z d. Kroll. Po upadku powstania Kozielewscy trafili do obozu przejściowego w Pruszkowie. Następnie ukrywał się w Szydłowcu u rodziny Jadwigi. Szydłowiec był mu znany, w latach dwudziestych kierował bowiem powiatową komendą policji w tym mieście. Zadenuncjowany przez sąsiada, który go rozpoznał, wiosną 1945 roku wraz z żoną wyjechał do rodzinnej Łodzi. Kozielewskich ostrzegł i pomógł w organizacji ucieczki miejscowy aptekarz, Żyd ocalały z Holocaustu.
Po przejęciu władzy w Polsce przez komunistów, poszukiwany przez bezpiekę, pozostawał w ukryciu posługując się fałszywym nazwiskiem. Przez pewien czas prowadził w Łodzi sklep drogeryjny. Kiedy jego tożsamość została ujawniona, bezpieka i NKWD dokonały najścia na jego sklep, szczęśliwie podczas nieobecności Kozielewskiego.

### Emigracja i śmierć
W styczniu 1946 (według innego źródła w 1947) wraz z żoną Jadwigą opuścił kraj. Ewakuowany do amerykańskiej strefy okupacyjnej w Berlinie, następnie udał się do Francji, gdzie przebywał w Reims oraz w Paryżu. Przez rok pełnił służbę w Polskich Kompaniach Wartowniczych.
W 1949 wyjechał do Kanady, gdzie początkowo osiadł na farmie w New Glasgow zakupionej przez brata, gdzie gospodarował, a od maja 1956 zamieszkał w Montrealu. Pracował jako lokaj, a jego żona jako kucharka. W 1960 przeniósł się do Waszyngtonu, zamieszkując u swojego brata Jana Karskiego. W Stanach Zjednoczonych uzyskał azyl polityczny, a następnie prawo pobytu stałego. Podjął pracę jako stróż nocny w Corcoran Gallery of Art. Marian Kozielewski źle znosił pobyt na emigracji. Nie mógł pogodzić się z myślą, że jego Ojczyzna w wyniku ustaleń konferencji jałtańskiej trafiła pod wpływy Sowietów. Ku zdziwieniu władz nie przyjął rządowego zasiłku przyznawanego uchodźcom politycznym. Jednocześnie cierpiał w wyniku obrażeń odniesionych podczas wojny. Zaangażował się w pomoc materialną bliskim w ojczyźnie, dzięki czemu co miesiąc 16 osób w Polsce (krewni, przyjaciele, a także byli podkomendni) otrzymywało wsparcie. Był członkiem Instytutu Józefa Piłsudskiego w Ameryce.
Zmarł tragicznie 8 lipca 1964 w Waszyngtonie – nie mogąc pogodzić się z losem uchodźcy, podczas służby popełnił samobójstwo (konający na waszyngtońskiej ulicy otrzymał namaszczenie chorych od księdza). Miał 66 lat. Wcześniej, w tajemnicy przed bratem i żoną zniszczył należące do siebie dokumenty, odznaczenia, zaś wartościowe przedmioty przesłał do Polski. Został pochowany na waszyngtońskim Cmentarzu Góry Oliwnej (Mount Olivet) 11 lipca 1964. W 2000 na tym samym cmentarzu spoczęły również szczątki jego brata, Jana Karskiego.

## Życie prywatne
Jego żona Jadwiga Kroll pochodziła ze spolonizowanej niemieckiej rodziny Krollów, była siostrą znanego w Szydłowcu kapitana Gustawa Krolla.

## Upamiętnienie
9 stycznia 2019 został ogłoszony patronem stołecznej policji. W pałacu Mostowskich w Warszawie, siedzibie Komendy Stołecznej Policji, odsłonięto poświęconą mu tablicę pamiątkową.

## Ordery i odznaczenia
- Krzyż Srebrny Orderu Virtuti Militari[3]
- Krzyż Niepodległości (1931)[22]
- Krzyż Walecznych czterokrotnie, po raz czwarty otrzymany od Stefana Starzyńskiego w dniu kapitulacji Warszawy 28 września 1939[3]
- Srebrny Krzyż Zasługi
- Krzyż Komandorski Orderu Węgierskiego Zasługi – 1938 z okazji pobytu regenta Miklósa Horthyego w Polsce[23]